# 大崎長行
大崎 長行（おおさき ながゆき）は、安土桃山時代から江戸時代前期にかけての武将。紀州藩士。大崎玄蕃。

## 略歴
永禄3年（1560年）、尾張国にて誕生。はじめ木村重茲に仕えた。豊臣秀次の家臣であった重茲が秀次に連座して自害した際、追腹を行おうとするも重茲に阻止され、追腹を行わない旨の起請文を書かされて果たせなかった。
その後、福島正則に仕えた。関ヶ原の戦いでは福島氏の居城であった清洲城に詰めていた。豊臣の旗を掲げる西軍側から木村由信が使者としてやってきて、豊臣親族の福島氏に対し、清州開城を迫った。重臣の津田信義らは豊臣方（西軍）につくことを主張したが、長行は「（この時点では正則の動向がわからなかったため）主君・正則の許しがないと開城できない」として、頑なに開城を拒否した。戦後に東軍の盟主であった徳川家康は、この長行の動きが関ケ原の勝利の要因であると事ある毎に褒めたと伝わる。
福島氏が安芸国広島に国替えとなると、領内の要衝であった鞆城を任された。福島氏は瀬戸内海交通の重要拠点である鞆の城を一大要塞とすべく再構築しはじめたが、これは徳川氏の不興を買ったために中断された。福島正之の失脚後は三原城を任された。
福島正則が減知転封になった後、江戸幕府2代将軍徳川秀忠に召し出され、同じく福島旧臣である村上通清・真鍋貞成らと共に紀州藩主・徳川頼宣に寄合衆として仕えた。
寛永9年（1632年）、死去。男子が無かったため、旧知の服部一忠の次男・勝長を養子とした。服部も秀次に連座して処断されている。この勝長も紀州徳川家に仕えている。